# トマス・ホークス・タナー
トマス・ホークス・タナー（Thomas Hawkes Tanner, 1824年7月9日 - 1871年7月7日）は、イングランドの医師、作家。

## 生涯
1824年、陸軍軍医長官をやっていたトマス・タナー(Thomas Tanner)の息子として生まれた。チャーターハウス・スクール(Charterhouse School)に通い、同校で教育の大部分を受けた。ここである深刻な事故に遭遇し、その事故が長年に亘って彼の身体に影響を及ぼし続けた。
1843年、キングス・カレッジ・ロンドン(The King's College London)にて、医学の勉強を始める。1847年、聖アンドゥルース大学(The University of St Andrews)を卒業し、医学博士の学位を取得する。
シャーロット・ストリートにて総合診療を開始し、その後まもなく、フェアリンドン・ストリートにある診療所の医師となる。1850年、王立内科医協会の一員として登録され、専門医として働き始めた。1851年、ソーホー・スクウェアにある女性向けの病院の婦人科の医師として働きつつ、ウエストミンスター病院にて法医学の講義も受け持つようになる。1858年、ロンドン産科学会の設立に携わり、その参事を務める。
1860年、キングス・カレッジ・ロンドンの評議会は、女性と子供の病気を担当する医療専門職に従事する人間を2人指名した。そのうちの1人にタナーが、もう1人にはアルフレッド・メドウス(Alfred Meadows)が選ばれた。だが、仕事が増えることへの精神的重圧から、タナーは1863年にこれを辞した。タナーはたくさんの仕事をこなしたが、多すぎる量の仕事には対応しきれなかった。
タナーはロンドンを去り、1871年7月、ブライトンで亡くなった。
タナーは医師であると同時に、多作家でもあった。1854年に出版した『A Manual of the Practice of Medicine』（『実践医療の手引書』）は、アメリカとイギリスで大いに売れた。サー・ウィリアム・ヘンリー・ブロードベントは、タナーの死後の1875年、同書の第7版および改訂版を2巻分の本として発行した。

## 参考
1. 1 2 3 4 5  Lee, Sidney, ed. (1898). "Tanner, Thomas Hawkes" . Dictionary of National Biography (英語). Vol. 55. London: Smith, Elder & Co.

 この記事はパブリックドメインの辞典本文を含む: Lee, Sidney, ed. (1898). "Tanner, Thomas Hawkes". Dictionary of National Biography (英語). Vol. 55. London: Smith, Elder & Co. 